# Every Avenue
Gli Every Avenue sono un gruppo pop punk americano formatosi a Marysville, Michigan nel 2003.
I componenti attuali della band sono David Ryan Strauchman (voce solista e tastiere), Joshua Randall Withenshaw (chitarra), Jimmie Deeghan (chitarra elettrica e seconda voce), Matt Black (basso e seconda voce) e Denis Wilson (batteria). La band ha firmato con la Fearless Records, e il loro primo album Shh. Just Go With It fu pubblicato nel 2008. L'anno dopo, nel 2009, fu seguit dal loro secondo album, Picture Perfect, che raggiunse la posizione No. 136 nella classifica americana Billboard 200. Nel 2011 la band pubblicò il suo terzo e ultimo album, Bad Habits, che si posizionò al No. 63 della classifica Billboard 200, la posizione più alta mai raggiunta dalla band. Gli Every Avenue hanno partecipato ai tour di band come Mayday Parade, All Time Low, The Maine e Boys Like Girls, e hanno preso parte al Vans Warped Tour.

## Storia

### Nascita del gruppo e primi anni (2003-2008)
Gli Every Avenue nacquero a Marysville nel 2003. Quasi subito cambiarono voce solista, e James Beesley, ex cantante, divenne in seguito il manager della band. 
Autofinanziarono il lancio di due EP nel 2004 e nel 2007, prima di firmare per la Fearless Records nel 2007, e pubblicare un EP nell'estate dello stesso anno. Poco prima della firma del contratti il chitarrista Jason Letkiewicz lasciò la band. Jimmie Deeghan lo sostituì e presto divenne il compositore principale.

### Shh. Just Go With It (2008)
Nel febbraio 2008 pubblicarono il loro primo album, Shh, Just Go With It, che si posizionò al No. 27 della classifica Billboard Heatseekers. La band iniziò a girare per gli Stati Uniti, con band quali Hit The Light, Farewell, Mayday Parade, All Time Low e The Maine. Lo stesso anno parteciparono anche al Vans Warped Tour.
Il singolo "Where Were You?" fu trasmesso su Yahoo! Radio e AOL Radio, fu presentato al programma di MTV Real World/Road Rules Challenge: The Gauntlet e fu scaricato più di 150.000 volte da iTunes, dal blog di Mark Hoppus "Hi My Name Is Mark".

### Picture Perfect (2009-2010)
L'11 aprile 2009 fu annunciato che la band stava lavorando ad un secondo album. Tra i produttori, oltre a Mike Green, figurava anche Mitch Allan. Pochi giorni dopo, il 14 aprile, Govaere annunciò che avrebbe lasciato la band, per dedicarsi al suo studio di registrazione, Downbeat Studio.
Il secondo album della band, "Picture Perfect", fu pubblicato il 3 novembre 2009 tramite la Fearless Records. Il primo singolo dell'album, "Tell Me I'm a Wreck", era stato distribuito già dal 9 ottobre sulla pagina MySpace degli Every Avenue. Era possibile anche scaricarlo da iTunes Store e ascoltarlo gratuitamente su Spotify. Il video del singolo fu pubblicato online il 12 agosto. La band apparve nel tour della rivista musicale Alternative Press nel 2010.
Gli Every Avenue hanno contribuito all'album Punk Goes Classic Rock (il 9° della serie Punk Goes..) interpretando "Take Me Home Tonight" di Eddie Money in un duetto con Juliet Simms degli Automatic Loveletter. L'album fu distribuito il 27 aprile 2010.

### Tours inglesi
Gli Every Avenue suonarono in Inghilterra per la prima volta nel gennaio 2009, come band di supporto per i Boys Like Girls, a fianco dei Metro Station. Durante l'estate, la band fu in tournée con i Valencia . Nel gennaio 2012 viene annunciato che la band tornerà con un nuovo tour nel Regno Unito ad aprile a fianco dei We Are The In Crowd e dei The Summer Set. poche settimane prima dell'inizio del tour fu comunicato che gli Every Avenue non sarebbero stati presenti per problemi di salute.

### Bad Habits (2011)
Il 23 marzo la band annunciò su Twitter che avevano ufficialmente cominciato la registrazione del loro terzo album, e il 29 aprile l'album fu completato. Il terzo album della band, Bad Habits, fu distribuito nell'estate 2011. Il 3 giugno la band annunciò che l'album Bad Habit sarebbe uscito il 2 agosto sotto la Fearless Records. Il primo singolo a essere reso noto fu "Whatever Happened To You", pubblicato il 20 giugno sulla pagina Facebook del gruppo.
La band prese parte al Warped Tour e fu la band di supporto degli Yellowcard durante il loro tour.

### Last Call Tour & Interruzione
Il 24 ottobre 2012 gli Every Avenue annunciarono che il loro prossimo tour sarebbe stato l'ultimo. Il leader del gruppo, David Strauchman, disse "Come abbiamo sempre detto, questo è un arrivederci. Non è un addio. Non ci stiamo sciogliendo e non abbiamo litigato. Abbiamo iniziato un nuovo capitolo nelle nostre vite, e speriamo di esplorare nuove possibilità".
Dal 2013 il batterista Dennis Wilson è entrato a far parte della band Saves The Day.

## Formazione

### Formazione attuale
- David Ryan Strauchman – voce solista, tastiere
- Joshua Randall Withenshaw – chitarra
- Jimmie Deeghan – chitarra, seconda voce
- Matt Black – basso, seconda voce
- Dennis Wilson – batteria

### Ex componenti
- Jason Letkiewicz – voce solista, chitarra
- Cameron Grenstiner – basso
- Michael Govaere – batteria